# Potočari
Potočari är en ort i Bosnien och Hercegovina.   Den ligger i entiteten Republika Srpska, i den östra delen av landet, 80 km öster om huvudstaden Sarajevo. Potočari ligger 341 meter över havet och antalet invånare är 809.
Terrängen runt Potočari är kuperad. Närmaste större samhälle är Srebrenica, 5,3 km söder om Potočari. 
Omgivningarna runt Potočari är en mosaik av jordbruksmark och naturlig växtlighet. Runt Potočari är det ganska tätbefolkat, med 67 invånare per kvadratkilometer.